# Ештрела Негра (Бісау)
Ештрела Негра ді Бісау або Ештрела Негра (Бісау) (порт. Estrela Negra de Bissau) — професіональний футбольний клуб з Гвінеї Бісау, який базується в столиці країни — місті Бісау.

## Історія
Він був заснований в 1937 році в столиці держави місті Бісау і його назва походить від чорної зірки, яка з'явилася на національному прапорі Гвінеї-Бісау. Він ніколи не був чемпіоном ліги і не виграв головний титул у своїй історії.
Незважаючи на відсутність значних досягнень, вони брали участь в континентального турніру КАФ, Кубку володаврів кубків КАФ в 1981 році, де вони були дискваліфіковані після матчу попереднього раунду з «АК Гбесія» з сусідньої Гвінеї та покинули турнір.

## Стадіон
Домашні матчі «Ештрела Негра» проводить в Бісау на стадіоні «Ештадіу Ліну Коррея», який вміщує 10 000 уболівальників.

## Досягнення
- Другий дивізіон Чемпіонат Гвінеї-Бісау з футболу (Серія А):
  -  Чемпіон (1): 2013[1]

## Статистика виступів у континентальних турнірах КАФ
- Кубок володарів кубків КАФ: 1 виступ

1981 — покинув турнір після Попереднього раунду